# V4641 Sagittarii
V4641 Sagittarii – mikrokwazar położony w gwiazdozbiorze Strzelca.
Po jego odkryciu początkowo uważano, że obiekt ten jest gwiazdą, ale w 1999 pojaśniał on gwałtownie i dodatkowe obserwacje wykazały, że jednym z jego składników jest czarna dziura.  Masa czarnej dziury wynosi 9,61 +2,08−0,88 M☉, masa drugiego składnika układu wynosi 6,53 +1,6−1,03 M☉.
Początkowo sądzono, że V4641 Sgr znajduje się w odległości zaledwie 1600 lat świetlnych od Ziemi, co uczyniłoby z niej najbliższą znaną czarną dziurę, ale późniejsze obserwacje wykazały (z pewnością wynoszącą około 90%), że znajduje się ona około piętnaście razy dalej niż wcześniej sądzono.